# دولورس لاماركا
دولورس لاماركا
دولورس لاماركا (بالإسبانية: Dolors Lamarca i Morell)‏ هو أمينة مكتبة وخبيرة في فقه اللغة كاتالانية. ولدت في 19 أكتوبر عام 1943 في جرانوليريس. قادت قسم خدمات المكتبات والتراث الببليوغرافي في كاتالونيا وكانت مديرة مكتبة كاتالونيا الوطنية.

## سيرتها
درست لاماركا الفلسفة الكلاسيكية في جامعة برشلونة وعلم المكتبات والمعلومات في مدرسة المكتبات. في 5 نوفمبر 1974، التحقت بكلية الأرشفة والمكتبات وعلم الآثار (قسم المكتبة) في جامعة برشلونة.
أدارت لاماركا خدمات المكتبات والتراث الببليوغرافي في كاتالونيا من 1 أغسطس 1980 حتى 2 مارس 1983. خلال هذه الفترة، وضعت أسس نظام مكتبة كاتالونيا الوطنية الحالي، بالاعتماد على الكتالوغ المعياري المستخدم في المعهد الكاتالوني للبيبليوغرافيا وافتتحت مكتبات جديدة لتوفير المزيد من الخدمات للسكان. أصبحت لاحقاً مديرة للمكتبة في جامعة برشلونة (1984-2000)، حققت خلالها إنجازات هامة كتحديث الأبنية والحوسبة.
من 12 فبراير 2004 حتى يونيو 2012، عملت كمديرة لمكتبة كاتالونيا الوطنية أصبح لديها خلال هذه الأعوام السبعة شغف بأكثر من ثلاثة ملايين وثيقة منوعة. أنشأت نظماً للرقمنة لإتاحة نشر التراث عالمياً. تحت إدارتها تم تحسين العمليات الداخلية للمكتبة.

## أعمال مختارة
- Albéniz، Isaac؛ Granados، Enric؛ Lamarca، Dolors (2010). Azulejos. Barcelona: Biblioteca de Catalunya : Museu de la Música. ISBN:9790901314849. {{استشهاد بكتاب}}: النص "باللغة الإسبانية" تم تجاهله (مساعدة) وتأكد من صحة |isbn= القيمة: معرف مجموعة غير صالح (مساعدة)
- Lamarca, Dolors; Serra Aranda, Eugènia (2007). "Deu pinzellades de la història recent de la Biblioteca de Catalunya (1993-2007)" (بالإسبانية). Item. Revista de biblioteconomia i documentació. Ejemplar (46): 35–51. Archived from the original (PDF) on 2018-03-06. Retrieved 2016-03-24. {{استشهاد بدورية محكمة}}: الاستشهاد بدورية محكمة يطلب |دورية محكمة= (help)